# Manuel Pérez-Cotapos y Guerrero
Manuel Pérez-Cotapos Guerrero (Santiago de Chile, 1755–Santiago, 1811), fue un político, militar y comerciante chileno, nombrado oficial del regimiento de Infantería del Rey, regidor del cabildo de Santiago y diputado propietario por Talca y presidente del Primer Congreso Nacional.

## Primeros años de vida
Sus padres fueron el español José Miguel Pérez y Villamil y de María Mercedes Guerrero Carrera. Fue estudiante de teología de la Universidad de San Felipe.
El 30 de diciembre de 1788 se casó en la Iglesia Catedral con Mercedes Aldunate Larraín,sus hijos fueron Mercedes y José Antonio.
Su residencia fue un centro de actividad social, en 1795 el viajero británico George Vancouver, describió una tertulia que allí se realizó: “La tertulia estaba muy convenientemente arreglada y adornada con dos arañas de cristal y algunos cuadros tomados de la Historia Santa. En cada extremo de la sala, grandes puertas de dos hojas. La concurrencia estaba dividida en dos partes; las niñas sobre los cojines, a un lado de la sala, y los hombres, frente a ellas, sentados en sillas. Las diversiones de la velada consistían en un concierto y baile, en los cuales hacían los principales papeles las damas, y parecían tener gran placer en ello; las mujeres fueron los únicos músicos; una de ellas tocaba el pianoforte, y otras el violín, la flauta y el arpa. La ejecución nos parecía muy buena y nos dio una clase de distracción a la cual nos habíamos deshabituado por largo tiempo. Habíamos querido, cediendo a las instancias del señor Cotapos, reunirnos con las damas para bailar, pero sus contradanzas nos parecieron muy difíciles y como ninguno de nosotros reconoció las figuras a que estábamos acostumbrados en Inglaterra, fue preciso reconocer nuestra ignorancia declinando la invitación del dueño de casa”.

## Vida pública
El 1 de enero de 1810 era teniente coronel del regimiento de Infantería del Rey, había sido nombrado el 3 de junio de 1799. Su hijo José Antonio, de 21 años, era teniente, en 1810, en el mismo regimiento.
El 17 de septiembre de 1808, como regidor auxiliar del Cabildo de Santiago firmó un acuerdo manifestando su lealtad al rey de España. El 27 de agosto de 1810, el depuesto gobernador Francisco García Carrasco envía al Consejo de Regencia una “Lista de los sujetos que se han distinguido en las revoluciones de la ciudad de Santiago desde el día 11 de julio”, aparece encabezando dicha nómina Manuel Pérez Cotapos, a quien califica como “contrabandista”
Tras los acontecimientos de 1810, señala Claudio Gay: “los sediciosos se reunían en las casas de Manuel Pérez Cotapos, y de Diego de Larraín, para tratar de formar un gobierno más conforme con sus ideas”.  Este tuvo una rápida y fugaz participación en el Poder Ejecutivo de la incipiente República. Fue miembro de la Junta Gubernativa del Reino el 2 de mayo de 1811; miembro del Tribunal Superior de Gobierno el 10 de mayo del mismo año  y siete días después  integró la Sala de Guerra de la Junta Superior de Gobierno.
Fue elegido diputado propietario por Talca en el Primer Congreso Nacional  y fue su presidente entre el 5 y el 20 de agosto de 1811. En dicho cargo firmó el Reglamento para el Arreglo de la Autoridad Ejecutiva Provisoria de Chile, sancionado el 14 de agosto de 1811 . En el transcurso de su presidencia en el Primer Congreso Nacional se aprobó el escudo de armas de Valparaíso que fue otorgado por decreto de fecha 9 de agosto de 1811.Se aceptó su renuncia al Parlamento el 13 de septiembre y se ordenó una nueva elección, que recayó en Manuel Javier Rodríguez Erdoiza, quien no asumió.
Falleció en Santiago de Chile el ocho de diciembre de 1811.

## Referencia y notas
1. 1 2  Espejo, Juan Luis (1967). Nobiliario de la Capitanía General de Chile. Santiago de Chile: Andrés Bello.
2. ↑  Pilleux Cepeda, Mauricio. Genealogía de la familia Carrera. http://www.genealog.cl/Apellidos/Carrera/#141.
3. ↑  Pereira Salas, Eugenio (1941). Los orígenes del arte musical en Chile. Santiago de Chile: Imprenta Universitaria.
4. 1 2  Allendesalazar Arrau, Jorge de (1962). Ejercito y milicias en el Reino de Chile (1737-1815). Boletín de la Academia Chilena de la Historia.
5. ↑  Figueroa, Virgilio (1925). Diccionario histórico y biográfico de Chile. Santiago de Chile: Imprenta y Litografía Ilustración.
6. ↑  Eyzaguirre, Jaime (1925). La conducta política del grupo dirigente chileno durante la guerra de la Independencia. Santiago de Chile: Jurídica de Chile.
7. 1 2 3 4  Feliú Cruz, Guillermo (1968). Conversaciones históricas de Claudio Gay con algunos de los testigos y actores de la Independencia de Chile 1808-1826. Santiago de Chile: Andrés Bello.
8. 1 2 3  Valencia Avaria, Luis (1986). Anales de la República. Santiago de Chile: Andrés Bello.
9. ↑  Cameron, Juan (2007). Ascensores de Valparaíso. Santiago de Chile: Ril Editores.